# Линейные корабли типа «Литторио»
«Литторио» (итал. Classe Littorio) — тип линейных кораблей итальянского флота. Построено 3 единицы: «Литторио» (Littorio), «Витторио Венето» (Vittorio Veneto) и «Рома» (Roma) . Линкор «Имперо» (Impero) остался недостроенным.

## Конструкция

### Корпус
Корпус имел архаичный поперечный набор. Имелось 250 шпангоутов. Нумерация шла от кормового перпендикуляра в нос. В корму шпангоуты имели отрицательные номера. Шпация равнялась 1 м. На протяжении всего корпуса шло двойное дно, а в пределах цитадели тройное.
Скуловые кили имели длину и ширину 48 и 1,2 соответственно. Линкор имел длинный полубак. На ходовых испытаниях «Литторио» обнаружилось сильное забрызгивание и вибрация носовой оконечности, поэтому форштевень переделали, придав ему больший наклон и увеличив высоту и развал бортов. На остальных это сделали во время постройке.

### Бронирование
Главный пояс высотой 4,4 м и длиной имел наклон наружу 11° и состоял из внешнего 70-мм гомогенного слоя и отстоящего от него на 0,25 м главного — из 280-мм цементированных плит, которые крепились на 150 мм дубовую прокладку. Пространство между поясами заполнялось ячеистым бетоном. Вглубь корпуса через 1,4 м шла 36-мм главная броневая переборка. Ещё ближе к диаметральной плоскости находилась вторая броневая 25-мм переборка, имеющая наклон к середине корпуса. Суммарная горизонтальная защита составляла 409 мм. Борт выше пояса также бронировался и имел толщину 70 мм, а в носовой оконечности — 45 мм. В оконечностях пояс замыкался траверсами толщиной 210 мм. Броневая палуба выполнялась 150 мм на 12 мм подкладке над погребами и 100 мм на 12 мм подкладке над энергетической установкой. У бортов до 36 мм переборки палуба была тоньше: 100 в районе погребов и 90 мм в районе МКО. Полубак между траверзами имел палубу толщиной 36 мм на 9 мм подкладке.
Бронезащита артиллерии главного калибра имела свои особенности. Вся броня была крупповская цементированная. Лобовые плиты башен главного калибра изготавливались из 380-мм плит. Остальное бронирование башен также было цементированной брони. Задние стенки имели толщину 350 мм, боковые — 200 мм, крыша имела толщину 200 мм в передней и 150 мм задней части.
Противоторпедная защита конструкции генерала Пульезе была рассчитана на противодействие взрыву торпеды с весом заряда 350 кг тротила.

### Вооружение
Не в состоянии изготовить 406-мм артсистему, фирма «Ансальдо» спроектировала и разработала 381-мм орудие длиной 50 калибров с максимально форсированной баллистикой и трёхорудийную башню «381/50 An 1934». Так же к изготовлению подключили фирму «ОТО» (маркировка «381/50 ОТО 1934»). «Ансальдо» изготовила все 381-мм артустановки для «Литторио» и «Имперо» и одну для «Ромы», а «ОТО» — две оставшиеся для «Ромы» и все для «Витторио Венето». Орудия для «Литторио» были скреплённой конструкции, а все остальные — лейнированные. Живучесть ствола была всего 140 выстрелов. Орудия позаимствовали некоторые британские стандарты времён Первой мировой войны: мелкую нарезку с ходом 30 калибров и открывающийся в сторону поршневой затвор Велина с гидроприводом. Башенная установка имела три независимые качающиеся части с гидравлическими тормозами отката и пневматическими накатниками, подачу зарядов с перегрузочным отделением, фиксированный вертикальный угол заряжания, равный +15 °, цепной досылатель прибойникового типа.

## Служба
- «Литторио» — заложен 28 октября 1934 г., спущен 22 августа 1937 г., вошёл в строй в мае 1940 г. 12 ноября 1940 года линкор был повреждён тремя торпедами, сброшенными самолётами «Суордфиш» во время рейда британских авианосцев на Таранто. В июне 1942 года, в ходе атаки на мальтийский конвой, «Литторио» был ещё раз торпедирован английским самолётом. В 1943 году его переименовали в «Италию». После капитуляции Италии, двигаясь на Мальту, линкор был повреждён немецкой управляемой бомбой. По условиям Парижского мирного договора корабль переходил к США. 1 июня 1948 г. корабль исключили из списков итальянского флота. Правительство США согласилось на разделку линкора на металлолом в Италии, где он окончательно и разобран в Специи к 1955 г.

- «Витторио Венето» — заложен 28 октября 1934 г., спущен 25 июля 1937 г., вошёл в строй в апреле 1940 г. В марте 1941 года во время боя у мыса Матапан был торпедирован самолётом «Суордфиш» с британского авианосца «Формидейбл». Линкор принял тысячи тонн воды, но сумел уйти от преследования. После ремонта был снова торпедирован подводной лодкой «Эрдж». По условиям Парижского мирного договора линкор подлежал передаче Великобритании, правительство которой предложило итальянскому разобрать корабль на металлолом. В период 1953—1955 гг. «Витторио Венето» был разобран в Специи.
- «Рома» — заложен 18 октября 1938 г., спущен 9 июня 1940 г., вошёл в строй в июне 1942 г. 9 сентября 1943 г. потоплен немецкой авиацией с помощью тяжёлых управляемых планирующих авиабомб Fritz X. Первое в истории применение управляемых бомб против кораблей.
- «Имперо» — заложен 14 апреля 1938 г., спущен 15 ноября 1939 г.
- Во время войны СССР вёл активные переговоры по поводу передачи одного из линкоров данного типа, в качестве контрибуции. Предварительные договорённости были достигнуты, однако, в послевоенный период, путём различных ухищрений в передаче было отказано. Вместо нового линкора типа «Литторио» Советский Союз получил устаревший «Джулио Чезаре».

## Оценка проекта
В адрес итальянских линкоров направлено много критики. Особенно артиллерии главного калибра, показавшей в ходе испытаний и боевого применения отвратительнейшие результаты — имея прекрасную бронепробиваемость (уступающую разве что «Ямато» и «Айова»), орудия на стрельбах продемонстрировали ужасно низкую точность и кучность. Существуют различные мнения о причинах этих результатов. Некоторые специалисты считают неудачными как конструкцию (в целях достижения максимальной дульной энергии, по принципу «тяжёлый снаряд — высокая начальная скорость», стволы взятых за основу орудий устаревшего к тому времени совместного проекта фирм «Ansaldo» и английской «Vickers» 1914 года — просто были удлинены с 40 до 50 калибров, снабжены очень мощным 885-кг. снарядом, и таким образом перефорсированы до максимума), так и само качество изготовления стволов. Некоторые — считают весьма плохим качество боеприпасов (особенно массовое). На этих линкорах была в полной мере реализована система разнесённой бортовой защиты (главный пояс состоял из «первичного» 70 мм слоя брони — для сдирания бронебойного наконечника, и 280 мм основных плит). Толщина основных плит кажется небольшой, но за счёт сдирания бронебойного наконечника этого оказывалось достаточно. К тому же, этим защита ещё и не ограничивалась, поскольку в 1,4 м от основных плит по длине цитадели располагалась 36-мм. броневая противоосколочная переборка, и ещё ближе к диаметральной плоскости — аналогичная вторая, толщиной в 25 мм, расположенная под иным углом, чем всё остальное бронирование. В результате — даже при пробитии двух основных поясных слоёв — повреждения от разрыва бронебойного снаряда теоретически ограничивались либо пространством «главный пояс - первая переборка», либо — пространством между самими переборками. Таким образом, нанесение кораблю фатальных повреждений настильным огнём представлялось делом весьма затруднительным, а расположенный над главным и поднимавшийся до уровня верхней палубы 70-мм. верхний пояс — опять-таки «раздевал» и дестабилизировал до удара в главную бронепалубу снаряд, летящий по более крутой траектории. Традиционно (для итальянцев) качественные обводы давали кораблю хорошую скорость. Уже отмеченное хорошее бронирование (за исключением траверзов), включало в себя в том числе и 60-мм бронезащиту всей носовой надстройки, практически исключавшую серьёзные повреждения от фугасных снарядов, и беспрецедентно высокий уровень защищённости артиллерии среднего калибра, и весьма продуманную систему противоторпедной защиты (трубчатую, конструкции Пульезе), достигавшую на миделе 7,57 м глубины. Эти качества по которым корабли превосходили «одноклассников». Увы это нельзя сказать о горизонтальной защите, которая была самой слабой среди «35000-тонников». Правда у остальных кроме «Ришелье» и «Саут Дакоты» горизонтальная защита тоже была недостаточна. Несомненными так же являлись недостатки вызванные общим отставанием итальянской промышленности в передовых технологиях: электросварке, оптике, электромеханике и радиолокации.
ПТЗ была лучше чем у всех английских и американских линкоров, даже наиболее совершенной у типа «Норт Кэролайн». Она держала то что могла выдержать и не могла противостоять 340 кг торпекса (эквивалент 510 кг тротила) — то на что не была рассчитана.
Линейные корабли типа «Литторио», среди линкоров последнего поколения, оказались единственными предназначавшимися для ограниченного театра военных действий. 
| Сравнительные ТТХ линкоров постройки 1930—1940-х гг. |                       |                                  |                                  |                                  |                           |                           |                            |                                  |
| характеристики                                       | «Кинг Джордж V»       | «Бисмарк»                        | «Литторио»                       | «Ришелье»                        | «Норт Кэролайн»           | «Саут Дакота»             | «Айова»                    | «Ямато»                          |
| Государство                                          | Великобритания        | Нацистская Германия              | Италия                           | Франция                          | Соединённые Штаты Америки | Соединённые Штаты Америки | Соединённые Штаты Америки  | Япония                           |
| Водоизмещение, стандартное/полное, т                 | 36 727/42 076         | 41 700/50 900                    | 40 724/45 236                    | 37 832/44 708                    | 37 486/44 379             | 37 970/44 519             | 48 425/57 540              | 63 200/72 810                    |
| Артиллерия главного калибра                          | 2×4 и 1×2 — 356-мм/45 | 4×2 — 380-мм/47                  | 3×3 — 381-мм/50                  | 2×4 — 380-мм/45                  | 3×3 — 406-мм/45           | 3×3 — 406-мм/45           | 3×3 — 406-мм/50            | 3×3 — 460-мм/45                  |
| Артиллерия вспомогательного калибра                  | 8×2 — 133-мм/50       | 6×2 — 150-мм/55, 8×2 — 105-мм/65 | 4×3 — 152-мм/55, 12×1 — 90-мм/50 | 3×3 — 152-мм/55, 6×2 — 100-мм/45 | 10×2 — 127-мм/38          | 8×2 — 127-мм/38           | 10×2 — 127-мм/38           | 4×3 — 155-мм/60, 6×2 — 127-мм/40 |
| Лёгкая зенитная артиллерия                           | 4×8 — 40-мм/40        | 8×2 — 37-мм, 12×1 — 20-мм        | 8×2 и 4×1 — 37-мм, 8×2 — 20-мм   | 4×2 — 37-мм                      | 4×4 — 28-мм               | 7×4 — 28-мм, 16×1 — 20-мм | 15×4 — 40-мм, 60×1 — 20-мм | 8×3 — 25-мм                      |
| Бронирование борта, мм.                              | 356 — 381             | 320                              | 70 + 280                         | 330                              | 305                       | 310                       | 307                        | 410                              |
| Бронирование палуб, мм                               | 127 — 152             | 50 — 80 + 80 — 95                | 36 + 102—162                     | 150 — 170 + 40                   | 37 + 140                  | 37 + 146—154              | 37 + 153—179               | 35 — 50 + 200—230                |
| Бронирование башен главного калибра, мм.             | 324 — 149             | 360 — 130                        | 350 — 150                        | 430 — 195                        | 406 — 178                 | 457 — 184                 | 495 — 184                  | до 650                           |
| Бронирование боевой рубки, мм                        | 76 — 114              | 220 — 350                        | 260                              | 340                              | 406 — 373                 | 406 — 373                 | 440                        | до 500                           |
| Энергетическая установка, л. с.                      | 110 000               | 138 000                          | 130 000                          | 150 000                          | 121 000                   | 130 000                   | 212 000                    | 150 000                          |
| Максимальная скорость, узлы                          | 28,5                  | 29                               | 30                               | 31,5                             | 27,5                      | 27,5                      | 32,5                       | 27,5                             |